# CM-3207
La CM-3207 es una carretera autonómica de segundo nivel que discurre por la comunidad autónoma de Castilla-La Mancha, España.

## Trazado
La carretera CM-3207 une Alborea (enlace con la A-32 / N-322) y Balsa de Ves, en la Manchuela albaceteña. En Balsa de Ves, se une a la CV-439, en la provincia de Valencia, que concluye en Cofrentes (enlace con la N-330).
Tiene una longitud de 21,531 kilómetros.

## Desvíos y accesos
| Kilómetro                                                                                  | Tipo de Enlace | Accesos      |
| ------------------------------------------------------------------------------------------ | -------------- | ------------ |
| Int. N-322 p.k. 412+300                                                                    | Inicio         | Alborea      |
| Enlace al norte con AB-205, hacia la A-32, y al sur a la AB-211, a Las Eras y al río Júcar | Fin            | Casa de Ves  |
| CV-439                                                                                     | Fin            | Balsa de Ves |